# 五両判

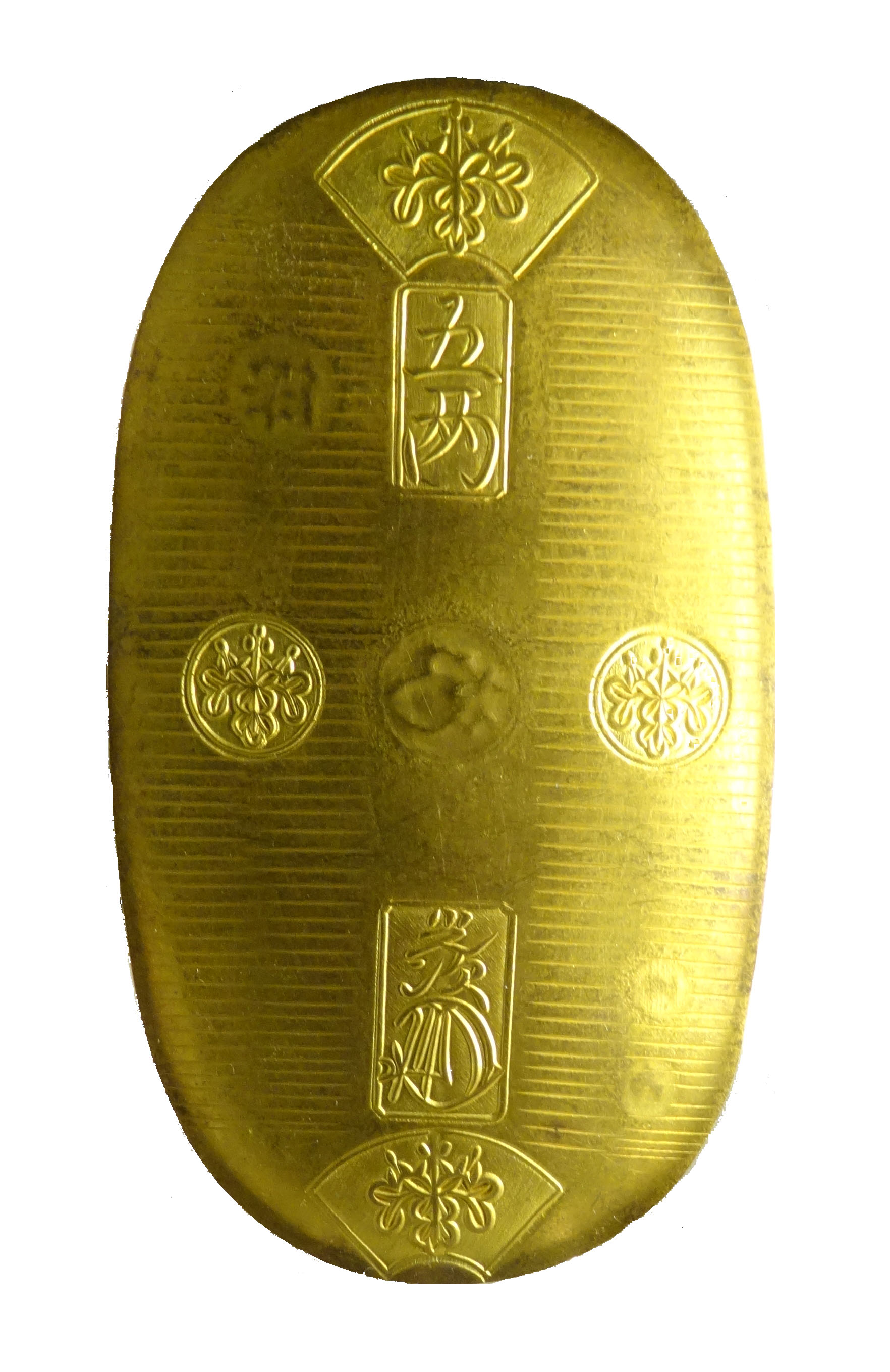
天保五両判

五両判（ごりょうばん）とは天保8年8月（1837年）に鋳造開始され、同年11月末に発行された五両としての額面を持つ小判型の金貨である。発行が天保年間のみであったことから天保五両判（てんぽうごりょうばん）あるいは中判（ちゅうばん）とも呼ばれる。

## 概要
表面には鏨（たがね）による茣蓙（ござ）目が刻まれ、上下に桐紋を囲む扇枠、中央上部に「五兩」下部に「光次（花押）」の極印、さらに中央左右に丸枠の桐紋が打たれ、裏面は中央に花押、下部の左端に座人の験極印、吹所の験極印さらに右上に「保」字が打印され、丸枠の桐極印を除けば小判と同形式である。
小判と同様、座人・吹所の験極印の組み合わせが「大」「吉」である特製の献上判が存在する。また裏面の「保」字に代わりに「天」字の極印が打たれた試鋳の五両判が存在し、造幣博物館に展示されている。

## 略史
享保大判以来、大判の鋳造は絶え、財政難に陥っていた大判座救済策として、十五代後藤真乗が、銀遣い中心の上方でも大金を扱うことの多いことから重宝されるであろうと発案し、文政年間以来幕府に鋳造を申し出てようやく実現した五両判であったが、金座御金改役の後藤三右衛門光亨の権力が強く、一般の通貨であることを理由に金座に鋳造担当を奪われる形となった。
大判と異なり一定の額面をもつ通貨として発行され、天保小判より高品位で初期の慶長小判の品位に匹敵するものであったが、量目は天保小判の3倍に過ぎず、純金量でも4.45倍程度であることから、幕府の財政難を埋め合わせるための出目獲得が目的の名目貨幣であり、天保12年までの時点における吹高147,025両による出目は36,390両であった。
含有金量の小判に対する不足は両替商を始めとする商人に直ちに見抜かれ、市中での評判はすこぶる悪く、ほとんど流通せず短期間で少数の発行にとどまった末に、天保14年8月17日（1843年）までに他の保字金銀と伴に鋳造停止となり、天保の改革の行き詰まりによる弘化元年（1844年）の保字金銀鋳造再開の際も五両判については再開されることが無かった。そのため今日、現存するものは稀少であり、かつ状態の良いものが圧倒的に多い。
安政3年10月末（1856年）をもって通用停止となり、五両の額面の通貨として江戸時代を通して唯一のものとなった。

## 鋳造開始・品位・量目・鋳造量
| 名称       | 鋳造開始           | 規定品位 分析品位(造幣局)                            | 規定量目             | 鋳造量                 |
| ---------- | ------------------ | ---------------------------------------------------- | -------------------- | ---------------------- |
| 天保五両判 | 天保8年 （1837年） | 五十二匁二分位（金84.29%） 金84.24%/銀15.41%/雑0.35% | 9.00匁 (33.72グラム) | 172,275両 （34,455枚） |